# Sepolcreto salario
Il Sepolcreto salario era un'area sepolcrale di Roma risalente alla tarda età repubblicana, che si trovava presso l'attuale piazza Fiume.

## Descrizione
A seguito della presa di Roma avvenuta il 20 settembre 1870, il tratto di Mura aureliane tra Porta Pia e Porta Salaria subì gravi danneggiamenti, tanto che per quest'ultima si dovette procedere alla demolizione prima di procedere alla sua ricostruzione nel 1873. Con i lavori vennero alla luce alcuni monumenti funebri che erano stati inglobati dalla struttura, il più noto dei quali è il sepolcro di Quinto Sulpicio Massimo, ritrovato inglobato nella torre orientale. Tali resti facevano parte di una vasta necropoli disposta lungo la via Salaria, cui fu quindi dato il nome di Sepolcreto salario.
Sul lato occidentale esterno delle mura sono preservati altri resti di diversi colombari, di alcune tombe del I secolo a.C., ritrovate sotto la vicina torre; tra queste, la tomba circolare di Cornelia L. Scipionis f. Vatieni (Cornelia, figlia di Lucio Scipione, moglie di Vatieno).
I resti più significativi del sepolcreto sono quelli adiacenti alla ex Porta Salaria (oggi piazza Fiume), cui si è fatto riferimento sopra, disposti in un allestimento di gusto ottocentesco. L'area, sebbene protetta, versa in uno stato di incuria, tanto che nel giugno del 2021 ne venne trafugata una colonna.

### Sepolcro di Quinto Sulpicio Massimo

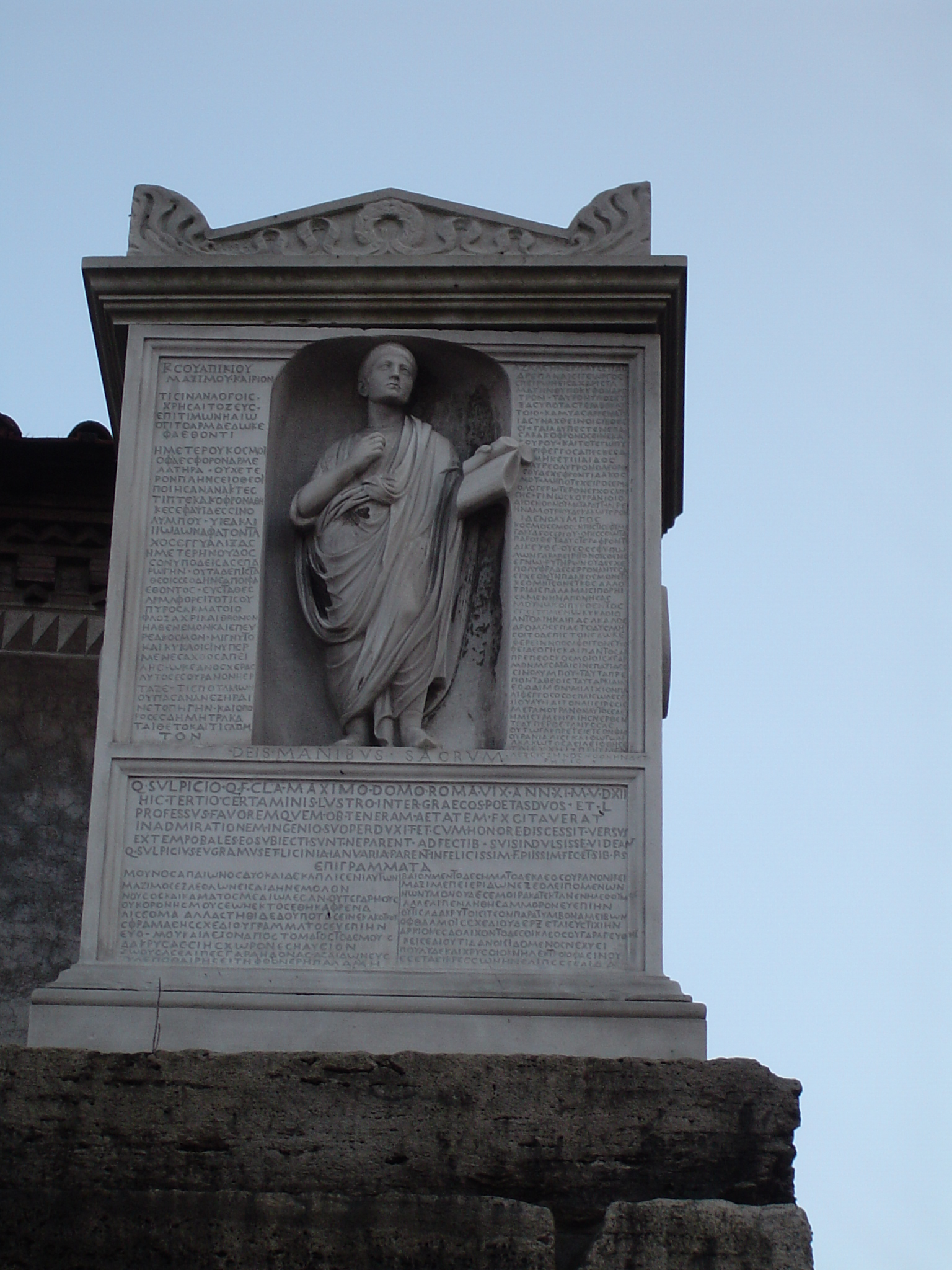
Il cippo funebre di Quinto Sulpicio Massimo (riproduzione in loco)

Quinto Sulpicio Massimo era un ragazzo morto a undici anni, che aveva ricevuto una corona al merito nella terza edizione del Certamen capitolino in lingua greca del 94, a cui partecipavano altri 52 poeti, avendo suscitato gran meraviglia ed ammirazione nei giudici, pur senza aver vinto la gara. Il componimento, in greco, fu inciso sul cippo funebre del ragazzo, ai lati della statua. Una copia dell'intero monumento funebre è stata messa vicino al varco ottenuto demolendo la Porta Salaria, all'angolo tra via Piave e via Sulpicio Massimo, di fronte a una casetta adibita a corpo di guardia, ricavata all'interno delle mura.
Il cippo originale, oggi esposto ai Musei Capitolini nella sede Centrale Montemartini, è in marmo, alto circa 1,61 metri, coronato da un timpano al centro del quale, entro una nicchia semicircolare, è raffigurato in altorilievo il giovinetto in toga con un volumen, in parte svolto, nella mano sinistra. La scritta DEIS MANIBVS SACRVM separa la parte superiore da quella inferiore, che è interamente occupata da un'iscrizione bilingue, in latino e in greco, dedicata al giovane dai genitori Quinto Sulpicio Engramus e Licinia Ianuaria. Il fanciullo morì «… essendosi indebolito e ammalato per il troppo studio e l'esagerato amore per le Muse…».
Il poemetto, in 40 versi, riporta i rimproveri di Giove ad Apollo, colpevole di aver lasciato condurre il carro del sole al giovane e inesperto Fetonte.